# منتخب الدنمارك لهوكي الحقل للرجال
منتخب الدنمارك الوطني لهوكي الحقل للرجال هو ممثل الدنمارك الرسمي في المنافسات الدولية في هوكي الحقل .